# الکساندر ۱۳۴
الکساندر ۱۳۴ (به انگلیسی: Alexander 134) یک منطقهٔ مسکونی در کانادا است که در آلبرتا واقع شده‌است.

## خصوصیات
الکساندر ۱۳۴ ۶۸٫۷۱ کیلومترمربع مساحت و ۹۶۲ نفر جمعیت دارد و ۶۹۵ متر بالاتر از سطح دریا واقع شده‌است.